# ناحية زاويتة
ناحية زاويته وهي إحدى نواحي قضاء دهوك في محافظة دهوك في العراق، ويبعد مركز هذه الناحية عن مركز قضاء دهوك حوالي 16 كم وتبلغ المساحة الكلبة للناحية حوالي 430 كم مربع ويبلغ عدد القرى فيها حوالي 71 قرية ويقع مركز الناحية على الطريق الواصل بين مركز قضاء دهوك وقضاء اميدي وتعتبر زاويته من المصايف الجميلة التي تتمتع بمناظر جبلية خلابة وغابات كثيفة ويوجد في هذه الناحية العديد من الاماكن والمواقع الاثرية حيث تم تحديد أكثر من 24 موقع في المنطقة واهمها قصر بادي الذي تم هدمه اثناء حملات الأنفال وقلعة مميان المتوجدة في جبل كمكا بالإضافة إلى كهوف بيسري وايتوت كوره ديري وجبال بيرومرا وباخرنيف والكهف الأسود في قرية كزو واماكن أخرى في قرية بيده.